# قلعه بزه (بلقیس)
قلعه بزه (بلقیس) مربوط به سدهٔ ۸ ه.ق است و در ۳۲ک جاده خواف به رشتخوار واقع شده و این اثر در تاریخ ۱۹ مرداد ۱۳۷۹ با شمارهٔ ثبت ۲۷۷۵ به‌عنوان یکی از آثار ملی ایران به ثبت رسیده‌است.